# 아시로촌
아시로촌(足代村)은 도쿠시마현 미요시군에 설치된 촌이다. 